# Brachymeria aurea
Brachymeria aurea  (лат.) — вид мелких хальциноидных наездников рода Brachymeria из семейства Chalcididae. Австралия и Юго-Восточная Азия: Бирма, Вьетнам, Индонезия (Сулавеси, Ява),  Филиппины.

## Описание
Мелкие перепончатокрылые хальциды, длина около 6 мм. Основная окраска чёрная (ноги с желтовато-красными отметинами, тегулы и глаза тёмно-жёлтые), тело покрыто золотистыми волосками. Внешний вентральный край задних бёдер с 11 зубцами. Усики 13-члениковые. Лапки 5-члениковые. Грудь выпуклая. Задние бёдра утолщённые и вздутые.
Паразитируют на куколках бабочек (Lepidoptera), в том числе на белянках Delias argenthona (F.) (Pieridae).
Вид был впервые описан в 1915 году под первоначальным названием  Chalcis area Girault, 1915, а валидный статус подтверждён в 2016 году индийским энтомологом академиком Текке Куруппате Нарендраном (Narendran T.C.; Zoological Survey Of India, Калькутта, Индия) и голландским гименоптерологом К. ван Ахтенбергом (Cornelis van Achterberg; Naturalis, Лейден, Нидерланды) по материалам из Вьетнама.